# Kysia Hekster
Kysia Nadine Hekster (née à Leyde le 22 novembre 1971) est une journaliste néerlandaise.

## Biographie

### Jeunesse et formation
Kysia Nadine Hekster est la fille de Yechiel Aaron (Chiel) Hekster (1947-2015), professeur de pharmacie clinique à l'Université Radboud depuis 1998. Elle a étudié l'histoire sociale à l'Université Érasme de Rotterdam de 1990 à 1996 et s'est fait connaître entre 1994 et 1995 en tant que présidente du syndicat étudiant, l'Union nationale des étudiants (Landelijke Studentenvakbond).

### Carrière
Entre 1997 et 1999, elle commence sa carrière professionnelle sur une station de l'audiovisuel public : IKON Radio.
Hekster travaille pour le Nederlandse Omroep Stichting depuis 1998, et s'est fait connaître en tant que rédactrice et correspondante à l'étranger pour les informations sur Radio n°1. Elle a travaillé comme correspondante de presse dans différents pays pour la télévision publique : en Russie de 2008 à 2012, puis au Royaume-Uni où elle suivait la famille royale. En avril 2021, elle succède à Thomas Spekschoor en tant que correspondante du NOS à Bruxelles.
Kysia Hester est la sœur d'Olivier Hekster, professeur d'histoire ancienne à l'université de Nimègue et récipiendaire en 2017 du prix Ammodo décerné par l'Académie royale néerlandaise des arts et des sciences.

## Livres
- Olivia Hekster, De Poetin show. Amsterdam : Atlas-Contact, mars 2012.  (ISBN 9789025439576)[6]